# 斑馬底鱂
斑馬底鱂（学名：Fundulus zebrinus）為輻鰭魚綱鯉齒目鯉齒亞目底鱂科的其中一種，為溫帶淡水魚，分布於美國蒙大拿州到懷俄明州中部密西西比河，南至科羅拉多河、布拉索斯河、加爾維斯敦灣及德克薩斯州格蘭特河淡水、半鹹水流域，體長可達10公分，棲息在沙底質溪流、水塘、洄水區，能容忍鹽度變化，生活習性不明，可作為觀賞魚。
其种加词“zebrinus”意为“像斑马纹样的”。